# Willy Goldberger
Wilhelm 'Willy' Goldberger, chiamato familiarmente  'Willy' (o anche Guillermo Goldberger) (Berlino, 25 luglio 1898 – Madrid, 26 novembre 1961), è stato un direttore della fotografia e cameraman tedesco.

## Filmografia
- Anna Karenina, regia di Frederic Zelnik (1920)
- Die Erlebnisse der berühmten Tänzerin Fanny Elßler, regia di Friedrich Zelnik (1920)
- Aus den Memoiren einer Filmschauspielerin, regia di Friedrich Zelnik (1921)
- Miss Beryll... die Laune eines Millionärs, regia di Friedrich Zelnik (1921)
- Die Geliebte des Grafen Varenne, regia di Friedrich Zelnik (1921)[1]
- Kinderseelen klagen euch an, regia di Kurt Bernhardt (1927)
- Ein Tag der Rosen im August..., regia di Max Mack (1927)
- Principessa Olalà (Prinzessin Olala), regia di Robert Land (1928)
- Der Raub der Sabinerinnen, regia di Robert Land (1928)
- Wenn du noch eine Heimat hast, regia di Siegfried Philippi (1930)
- Mein Leopold, regia di Hans Steinhoff (1931)
- Hurra - ein Junge!, regia di Georg Jacoby  (1931)
- Wochenend im Paradies, regia di Robert Land (1931)
- Was Frauen träumen, regia di Géza von Bolváry (1933)